# Волжская правда
«Во́лжская пра́вда» — еженедельная муниципальная газета республики Марий Эл, основанная 7 ноября 1940 года и распространяемая преимущественно в Волжске и Волжском районе республики.
Волжская правда является государственным периодическим печатным изданием, редакция газеты находится в ведении Министерства культуры, печати и по делам национальностей Республики Марий Эл. Является официальным печатным изданием, в котором подлежат опубликованию нормативно-правовые акты Собрания депутатов городского округа «Город Волжск».

## История
Первый номер газеты вышел 7 ноября 1940 года. В то время газета выходила на двух страницах два раза в неделю, на русском и марийском языках. Редакционный коллектив состоял из четырёх человек.
Периодичность и объём издания менялись за годы существования газеты: после Великой Отечественной войны газета стала выходить три раза в неделю, с 1958 года увеличился её формат — стало четыре страницы, позже — до 12 страниц, в 1990-е годы газета выходила два раза в неделю объемом 7-10 страниц, в 2007 году — один раз в неделю объёмом 15 страниц, включая телепрограмму в приложении.

## Награды
Волжская правда является бронзовым призёром выставки достижений народного хозяйства в 1972 году.
Газета является многократным призёром российских и республиканских конкурсов, включена в «Золотой фонд прессы России».

## Настоящее время
В газете публикуются статьи на социальные и политические темы, освещается жизнь района и республики, официально публикуются нормативно-правовые акты, рекламные материалы. Газета распространяется в городе Волжск и Волжском районе республики.
Тираж газеты сопоставим с республиканскими изданиями и составляет до 12 тысяч экземпляров, при этом в редакции работает всего три журналиста.
На базе газеты организована редакция местного радиовещания, центр оперативной печати.
Издание частично финансируется из республиканского бюджета.